# Howardville
Howardville és una població dels Estats Units a l'estat de Missouri. Segons el cens del 2000 tenia 342 habitants.

## Demografia
Segons el cens del 2000, Howardville tenia 342 habitants, 133 habitatges, i 88 famílies. La densitat de població era de 574,1 habitants per km².
Dels 133 habitatges en un 36,1% hi vivien nens de menys de 18 anys, en un 18,8% hi vivien parelles casades, en un 39,8% dones solteres, i en un 33,8% no eren unitats familiars. En el 31,6% dels habitatges hi vivien persones soles el 15,8% de les quals corresponia a persones de 65 anys o més que vivien soles. El nombre mitjà de persones vivint en cada habitatge era de 2,57 i el nombre mitjà de persones que vivien en cada família era de 3,23.
Per edats la població es repartia de la següent manera: un 33,9% tenia menys de 18 anys, un 13,2% entre 18 i 24, un 22,8% entre 25 i 44, un 17% de 45 a 60 i un 13,2% 65 anys o més.
L'edat mediana era de 27 anys. Per cada 100 dones de 18 o més anys hi havia 69,9 homes.
La renda mediana per habitatge era de 9.671 $ i la renda mediana per família d'11.389 $. Els homes tenien una renda mediana de 23.750 $ mentre que les dones 16.023 $. La renda per capita de la població era de 6.588 $. Entorn del 63% de les famílies i el 58,5% de la població estaven per davall del llindar de pobresa.

## Poblacions més properes
El següent diagrama mostra les poblacions més properes.